# Princípio da identidade
O princípio da identidade foi formulado por Parmênides em seus estudos sobre a lógica. 

## Descrição

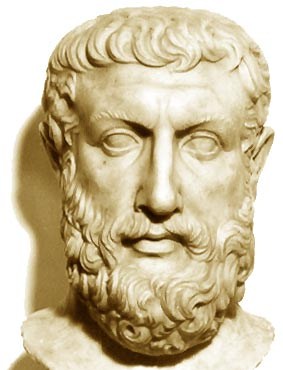
Parmênides (530 a.C. — 460 a.C)

Segundo este princípio, todo objeto é idêntico a si mesmo, ou seja, {\displaystyle a=a} e {\displaystyle b=b,} 'a' sempre será igual 'a', mesmo se afirmarmos que {\displaystyle a=b} ainda podemos afirmar que {\displaystyle a=a} e {\displaystyle b=b.} Por exemplo, podemos dizer a árvore é árvore. O que, ainda que simples, ajuda na confirmação de várias proposições. Assim pode-se dizer que: Uma coisa é o que é, não se confunde com nenhuma outra.
Identidade é o conjunto de caracteres próprios e exclusivos com os quais se podem diferenciar pessoas, animais, plantas e objetos inanimados uns dos outros, quer diante do conjunto das diversidades, quer ante seus semelhantes. Vê-se que por trás da obviedade aparente do princípio da identidade, e no âmbito da lógica clássica, existem dois outros princípios, o princípio da não-contradição e o princípio do terceiro-excluído, cuja universalidade está longe de ser unanimemente considerada.
Segundo este princípio a existência é existência (e é e) = O princípio da identidade.
Sendo assim, tudo que não for nada, é tudo.
Não se pode definir o "nada". A partir do momento que se atribui uma definição ao inexistente, ele passa a existir.
"Tudo" → definido → essência (aquilo que faz que as coisas "sejam").